# Arina Rodiónova
Arina Ivànovna Rodiónova (Tambov, URSS, 15 de desembre de 1989) és una tennista australiana, tot i que va néixer a la Unió Soviètica i llavors va formar part de Rússia. La seva germana gran Anastassia també fou tennista professional i en moltes ocasions van formar parella en torneigs de dobles.
La major part de la seva carrera l'ha desenvolupat en el circuit ITF, tot i que en dobles va aconseguir un títol en el circuit WTA després de diversos intents. En categoria júnior es va imposar en la final de dobles de l'Open d'Austràlia l'any 2007 amb Evgeniya Rodina.

## Biografia
Filla de Natalia i Ivan Rodionov. El seu pare fou el seu primer entrenador quan va començar a jugar amb tres anys perquè la seva germana gran Anastassia també hi jugava, i que també fou tennista professional posteriorment. Es va establir a Melbourne (Austràlia) seguint els passos de la seva germana i també va adquirir la nacionalitat australiana el gener de 2014, defensant aquest país en el circuit professional des de llavors.
L'any següent es va casar amb Ty Vickery, jugador de futbol australià, el desembre de 2015.

## Palmarès

### Dobles femenins: 7 (1−6)
| Llegenda                |
| ----------------------- |
| Grand Slam (0−0)        |
| WTA Finals (0−0)        |
| Premier Mandatory (0−0) |
| Premier 5 (0−0)         |
| Premier (0−0)           |
| International (1−6)     |

| Títols per superfície |
| --------------------- |
| Dura (1−5)            |
| Gespa (0−1)           |
| Terra batuda (0−0)    |

| Resultat   | Núm. | Data                   | Torneig                | Superfície | Parella                  | Oponents                            | Marcador            |
| ---------- | ---- | ---------------------- | ---------------------- | ---------- | ------------------------ | ----------------------------------- | ------------------- |
| Finalista  | 1.   | 28 de febrer de 2010   | Kuala Lumpur, Malàisia | Dura (i)   | Anastassia Rodiónova     | Chan Yung-jan Zheng Jie             | 7−6(4), 2−6, [7−10] |
| Finalista  | 2.   | 14 de setembre de 2014 | Hong Kong, Hong Kong   | Dura       | Patricia Mayr-Achleitner | Karolína Plísková Kristýna Plísková | 2−6, 6−2, [10−12]   |
| Finalista  | 3.   | 8 de març de 2015      | Monterrey, Mèxic       | Dura       | Anastassia Rodiónova     | Gabriela Dabrowski Alicja Rosolska  | 3−6, 6−2, [3−10]    |
| Finalista  | 4.   | 26 de febrer de 2017   | Budapest, Hongria      | Dura (i)   | Galina Voskobóieva       | Hsieh Su-wei O. Kalashnikova        | 3−6, 6−4, [4−10]    |
| Finalista  | 5.   | 30 de juliol de 2017   | Nanchang, Xina         | Dura       | Alla Kudryavtseva        | Jiang Xinyu Tang Qianhui            | 3−6, 2−6            |
| Finalista  | 6.   | 16 de juny de 2019     | Nottingham, Regne Unit | Gespa      | Ellen Perez              | Desirae Krawczyk Giuliana Olmos     | 6−7(5), 5−7         |
| Guanyadora | 1.   | 16 de febrer de 2020   | Hua Hin, Tailàndia     | Dura       | Storm Sanders            | Barbara Haas Ellen Perez            | 6−3, 6−3            |

## Trajectòria

### Dobles femenins
| Torneig | 2009        | 2010        | 2011        | 2012 | 2013        | 2014        | 2015        | 2016 | 2017        | 2018        | 2019        | 2020        | 2021 | 2022 | 2023 | 2024 | Títols | V – D  |
| --- | ----------- | ----------- | ----------- | ---- | ----------- | ----------- | ----------- | ---- | ----------- | ----------- | ----------- | ----------- | ---- | ---- | ---- | ---- | ------ | ------ |
| Open d'Austràlia | A           | A           | A           | 2R   | 1R          | 1R          | 2R          | QF   | 1R          | 1R          | 1R          | 2R          | 2R   | 1R   | 1R   | 2R   | 0 / 13 | 8 – 13 |
| Roland Garros | 1R          | A           | A           | A    | A           | A           | 3R          | 1R   | A           | A           | A           | 1R          | 1R   | 1R   |      |      | 0 / 6  | 2 – 6  |
| Wimbledon | A           | 1R          | 2R          | A    | A           | 2R          | 2R          | A    | 1R          | 2R          | 2R          | NC          | 2R   | A    |      |      | 0 / 8  | 6 – 8  |
| US Open | A           | 1R          | A           | A    | A           | A           | 1R          | 1R   | 1R          | A           | A           | 1R          | 3R   | A    |      |      | 0 / 6  | 2 – 6  |
| Jocs Olímpics | No celebrat | No celebrat | No celebrat | A    | No celebrat | No celebrat | No celebrat | 1R   | No celebrat | No celebrat | No celebrat | No celebrat | A    | NC   | NC   |      | 0 / 1  | 0 – 1  |
| Rànquing a final d'any | 103         | 95          | 121         | 109  | 151         | 65          | 56          | 81   | 88          | 96          | 97          | 69          | 64   |      |      |      |        |        |
| Llegenda: G: Guanyadora; F: Finalista; SF: Semifinalista; QF: Quarts de final; Q: Qualificació; A: Absent; RR: Round Robin; |             |             |             |      |             |             |             |      |             |             |             |             |      |      |      |      |        |        |

### Dobles mixts
| Open d'Austràlia | 1R | 1R | 1R | 1R | 1R | A | 1R | QF | 3R | A | 1R | 0 / 9 | 5 – 9 |
| Roland Garros | A  | A  | A  | A  | A  | A | NC | A  | A  | A |    | 0 / 0 | 0 – 0 |
| Wimbledon | A  | 1R | A  | A  | A  | A | NC | 3R | A  | A |    | 0 / 2 | 2 – 2 |
| US Open | A  | A  | A  | A  | A  | A | NC | A  | A  | A |    | 0 / 0 | 0 – 0 |
| Llegenda: G: Guanyadora; F: Finalista; SF: Semifinalista; QF: Quarts de final; Q: Qualificació; A: Absent; RR: Round Robin; |    |    |    |    |    |   |    |    |    |   |    |       |       |